# Туатал мак Маэл Бригте

Ирландия в середине IX — начале XI века

Туатал мак Маэл Бригте (Таутал мак Муйредайг; др.‑ирл. Tuathal mac Máele Brigte, Tuathal mac Muiredaig; убит в 854) — король Лейнстера (до 854 года) из рода Уи Дунлайнге.

## Биография
Туатал был одним из сыновей скончавшегося в 818 году короля-соправителя Лейнстера Муйредаха мак Брайна. Септ, к которому принадлежал Туатал, назывался в честь его прадеда Уи Муйредайг. Резиденция его правителей находилась в Майстиу (современном Муллагмасте). В средневековых исторических источниках Тутал упоминается как «сын Маэл Бригте», однако причины появляния такого патронима не известны.
В королевском списке из «Лейнстерской книги» указывается, что преемниками умершего в 838 году Брана мак Фаэлайна были сначала правивший девять лет Руарк мак Брайн, а затем правившие один за другим по три года Лоркан мак Келлайг и Туатал мак Маэл Бригте. На основании этого ряд современных историков предполагает, что начало правления короля Туатала должно относиться к 850 или 851 году. По мнению этих исследователей, хотя в «Лейнстерской книге» преемником Туатала назван его брат Дунлайнг мак Муйредайг, в действительности, лейнстерский престол перешёл к Муйрекану мак Диармате из септа Уи Фаэлайн. Однако сведения, содержащиеся в «Лейнстерской книге», противоречат данным ирландских анналов, в которых смерть короля Руарка датирована 862 годом. Это позволяет некоторым историкам считать, что непосредственным преемником Брана был король Лоркан, последнее упоминание о котором относится к 848 году. По их мнению, Туатал унаследовал власть над королевством не ранее этой даты, а Руарк взошёл на лейнстерский престол уже после его смерти.
Вероятно, противоречивость свидетельств средневековых источников о преемственности правителей Лейнстера IX века вызвана упадком влияния представителей рода Уи Дунлайнге. Предполагается, что в это время лица, титуловавшие себя королями Лейнстера, не владели властью над всей территорией королевства (например, над Южным Лейнстером, вотчине властителей из рода Уи Хеннселайг). Возможно, этому способствовали как деятельность короля Осрайге Кербалла мак Дунлайнге, стремившегося установить свою гегемонию над Лейнстером, так и существование с 841 года на здешних землях королевства викингов со столицей в Дублине.
Единственное упоминание о Туатале мак Маэл Бригте в анналах — сообщение о его убийстве собственными родственниками в 854 году. В записях анналов об этом событии Туатал назван только правителем Уи Дунлайнге (то есть Северного Лейнстера), а не монархом всего Лейнстерского королевства.